# Flexity Zürich
Der Flexity Zürich ist ein Niederflur-Strassenbahnwagen der Flexity 2-Plattform von Bombardier Transportation (seit 2021 Alstom) für die Verkehrsbetriebe Zürich (VBZ). Er ist eine Weiterentwicklung der Flexity Outlook-Familie. Die ersten Wagen wurden im Oktober 2020 in Betrieb genommen und kamen zuerst auf den Linien 11 und 4 zum Einsatz. Alle 132 definitiv bestellten Trams sollen bis 2029 im Betrieb sein. Es besteht noch eine Option auf Bestellung von zusätzlichen 8 Trams. Die Trams verkehren auf den Linien 2, 3, 4, 7, 11, 13, 14 und 17 (Stand Januar 2025). [veraltet]
Mit einer Länge von über 42 Metern ist das Flexity länger als die Bahnsteige an den Haltestellen Kunsthaus (Rämistrasse) und Toblerplatz. Ein Einsatz auf den Linien 5, 6 und 9 ist deswegen nicht möglich. Die ursprünglich zu kurze Haltestelle Hubertus wurde inzwischen angepasst, so dass Flexitys seit Januar 2025 auch auf der Linie 3 verkehren können.

## Beschaffungsgeschichte
2011 erfolgte die öffentliche Ausschreibung nach GATT/WTO für 70 neue Tram-Fahrzeuge (zweistufiges Verfahren).
Im Herbst 2013 lagen die Angebote vollständig ausgewertet vor. Das wirtschaftlichste Angebot war das Fahrzeug Flexity Zürich von Bombardier Transportation. Im Januar 2014 erfolgte ein Gesuch der Verkehrsbetriebe Zürich (VBZ) um Kostengutsprache beim Zürcher Verkehrsverbund (ZVV) für den Zuschlag an Bombardier Transportation. Nach Differenzen um den Nachweis der Wirtschaftlichkeit kam es zur Beurteilung durch einen Gutachter. Im Oktober 2014 wies der Verkehrsrat des Kantons Zürich das Kostengutsprachegesuch der VBZ ab.
Es erging eine Beschwerde der VBZ an den Regierungsrat. Daraufhin hob dieser im September 2015 den Beschluss des Verkehrsrats auf. Im Januar 2016 erfolgte eine erneute Beauftragung einer Gutachterfirma zur Prüfung der Angebote. Die Zweitmeinung des Gutachters bestätigte nach umfassender Prüfung das Ergebnis der Auswertung der VBZ.
Im April 2016 erteilte der Verkehrsrat eine Kostengutsprache. Der Stadtrat entschied im Mai 2016 über die Vergabe. Daraufhin legten die unterlegenen Anbieter Siemens Mobility und Stadler Rail beim Verwaltungsgericht Zürich Beschwerde gegen den Zuschlag ein. Im Februar 2017 verweigerte das Verwaltungsgericht den Beschwerdeführerinnen die aufschiebende Wirkung. Die VBZ und Bombardier Schweiz unterzeichneten den Werkliefervertrag im März 2017.
Im April 2017 schrieb das Verwaltungsgericht das Verfahren infolge Rückzugs der Beschwerdeführerinnen als erledigt ab. Die VBZ und Bombardier lancierten die Umsetzung des Auftrags.
Im September 2017 war der Abschluss der Pflichtenheftphase 1, im März 2018 derjenige der Pflichtenheftphase 2. Das Innen- und Aussendesign wurde von der Designagentur milani design & consulting und Bombardier Transportation entwickelt. Im April 2018 fand die Enthüllung der durch die VBZ erstellte Maquette statt. Im Oktober 2018 wurde mit dem Bau der Fahrzeuge begonnen. Sie sollen die erste und zweite Bauserie des Tram 2000 ersetzen, womit sämtliche Tramzüge der VBZ über mindestens einen niederflurigen Einstieg verfügen werden. Im November 2019 wurde der erste Tramzug von Bautzen an die VBZ geliefert.

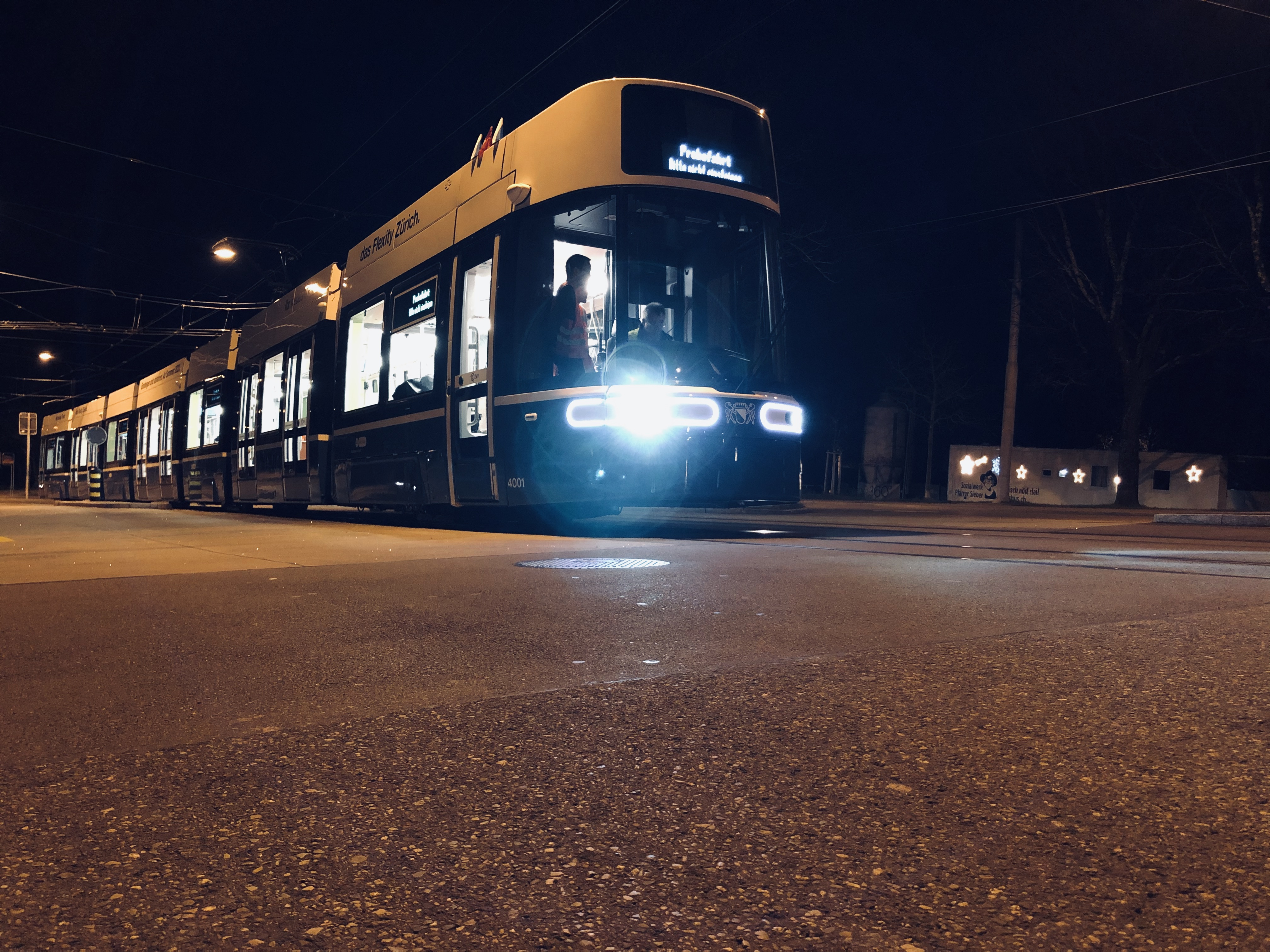
Flexity auf Testfahrt im Februar 2020

Die Corona-Pandemie führte zu weiteren Verzögerungen bei der für Mai 2020 geplanten Inbetriebnahme des ersten Flexity. Einerseits gab es Verzögerungen beim Bau wegen Betriebsunterbrüchen bei Zulieferern, andererseits konnten Testfahrten mit Spezialisten des Lieferanten wegen Einreiseverboten nicht durchgeführt werden. Die Bewilligung vom Bundesamt für Verkehr wurde im Oktober 2020 erteilt. Ab 19. Oktober kam das erste Fahrzeug im Plandienst zum Einsatz. Bis Ende Jahr 2020 hätten acht Züge geliefert werden sollen; Ende Mai 2021 waren aber erst zehn Fahrzeuge in Zürich eingetroffen. Die coronabedingte Verspätung betrug rund viereinhalb Monate. Zu Ende des Jahres 2021 waren 20 Fahrzeuge in Betrieb und die Lieferverspätung aufgeholt. Es wurde erwartet, dass Bombardier in den kommenden Jahren jeweils 15 bis 17 Züge liefert. Bis Ende 2024 waren alle 70 Fahrzeuge der Grundbestellung ausgeliefert.
Da die Lieferketten für Stahl, Elektronik und Kabelstränge stark beeinträchtigt sind, kommt es zu weiteren Lieferverzögerungen, wie die VBZ Ende April 2022 mitteilte. Nach der Auslieferung des Wagens 4025 im März sah sich Alstom als Rechtsnachfolgerin von Bombardier bis auf weiteres nicht in der Lage, die Fertigung weiterer Fahrzeuge aufrechtzuerhalten. Die Montage und Auslieferung wurde vorerst unbefristet ausgesetzt. Im Juli 2022 wurde die Lieferung mit dem Wagen 4029 wieder aufgenommen. Die Wagen 4026 bis 4028 blieben bis November 2022 für Testzwecke bei Bombardier. Am 15. Mai 2024 teilte die VBZ mit, dass sie zwölf weitere Fahrzeuge beschaffen wird, und am 15. Mai 2025, dass sie weitere zehn Fahrzeuge bestellt hat. Der Abschluss dieser Lieferungen wurde dabei für Mitte 2029 erwartet.

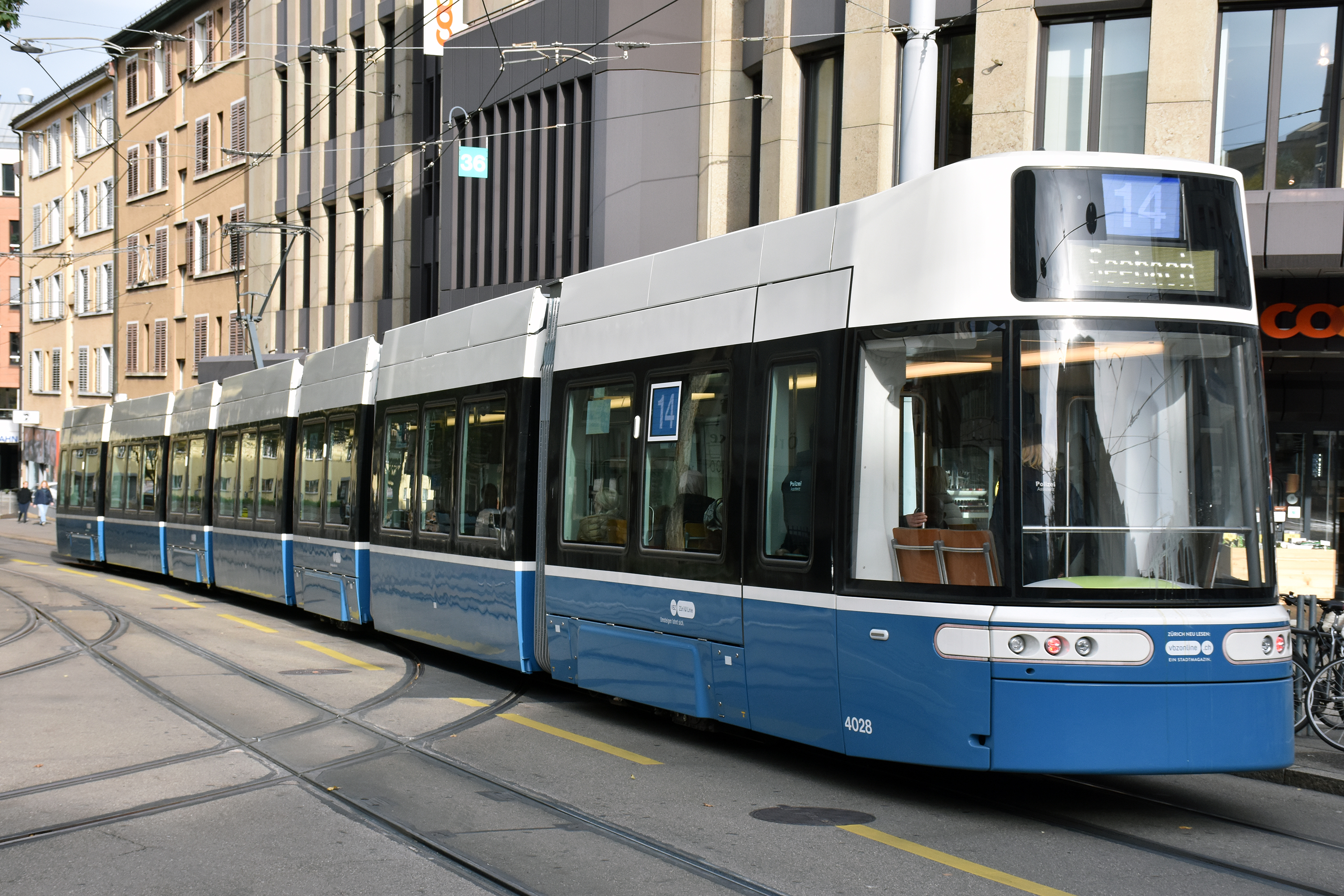
Ein Zürcher Flexity-Tram im Einsatz auf der Linie 14 in Oerlikon.

## Auszeichnung
Flexity war ein reddot winner 2020 des Red Dot Design Award.